# Руфин Аквилейский
Руфи́н, он же Руфин Тураний, или Тиранний (лат. Rufinus, около 345—410) — римский церковный писатель. 
Родился около 345 года н. э. близ Аквилеи. Воспитывался в монастыре вместе с известным историком Иеронимом Стридонским. Приняв монашество, долго жил в египетской пустыне, затем был пресвитером в Аквилее, где и умер в 410 году н. э. В зрелом возрасте находился с Иеронимом в сильной вражде, главным образом, вследствие давнего их спора об учении Оригена. 
Сочинения Руфина (изд. Валларзи, Верона, 1745; полное собрание у Миня, т. 21) представляют большей частью переводы с греческого языка; ему мы обязаны сохранением многих гомилий и главного догматического сочинения Оригена, из-за которого сам Руфин подвергся обвинению в ереси и был потребован папой Анастасием I к ответу; у него же сохранилась «Церковная история» Евсевия, к которой Руфин написал продолжение в двух книгах.
Ср. Ebert, «Geschichte der christlich-lateinischen Litteratur» (2 изд., Лейпциг, 1889).

## Произведения в русском переводе
- Жизнь пустынных отцов. Творение пресвитера Руфина. / Пер. М. И. Хитрова. — Сергиев Посад, 1898. — xliv, 119 с. (переизд.: Загорск, 1991; М., 1997, 2002.)
- Руфин Аквилейский. Церковная история // Тюленев В. М. Рождение латинской христианской историографии. С приложением перевода «Церковной истории» Руфина Аквилейского. — СПб.: Издательство Олега Абышко, 2005. — С. 230-284.